# Блађешти (Васлуј)
Блађешти (рум. Blăgeşti) насеље је у Румунији у округу Васлуј у општини Блађешти. Oпштина се налази на надморској висини од 93 m.

## Становништво
Према подацима из 2002. године у насељу је живело 1844 становника, од којих су сви румунске националности.

### Хронологија
| Година       | 1992 | 1993 | 1994 | 1995 | 1996 | 1997 | 1998 | 1999 | 2000 | 2001 | 2002 | 2003 | 2004 | 2005 | 2006 | 2007 | 2008 | 2009 | 2010 | 2011 | 2012 | 2013 | 2014 | 2015 | 2016 | 2017 |
| ------------ | ---- | ---- | ---- | ---- | ---- | ---- | ---- | ---- | ---- | ---- | ---- | ---- | ---- | ---- | ---- | ---- | ---- | ---- | ---- | ---- | ---- | ---- | ---- | ---- | ---- | ---- |
| Становништво | 2179 | 2109 | 2056 | 1997 | 1960 | 1916 | 1907 | 1878 | 1853 | 1810 | 1790 | 1764 | 1749 | 1722 | 1698 | 1671 | 1631 | 1605 | 1587 | 1555 | 1517 | 1504 | 1472 | 1433 | 1408 | 1358 |